# Islote Ngeriungs
El islote Ngeriungs es el nombre que recibe un islote que forma parte del atolón de Kayangel, del estado de Kayangel de Palaos. 

## Otros nombres
Es conocido por los nombres alternativos de:
- Arayonzet
- Gariungusu-tō
- Ngariung Island
- Ngariungs
- Ngariungs Island
- Ngariyinga Island
- Ngeryungs